# Bird Set Free
"Bird Set Free" es una canción grabada por la cantante australiana Sia, como parte de su álbum de estudio This is Acting (2016).

## Antecedentes
En una entrevista con la revista Rolling Stone, Sia reveló que la canción fue escrita para la banda sonora de la película Pitch Perfect 2, pero se rechazó y en su lugar optaron por "Flashlight". Después se le propuso a Rihanna, quien la rechazó, y luego a Adele, que inicialmente la grabó pero más tarde decidió dejársela a Furler.

## Composición
En una entrevista con Ryan Seacrest, Sia reveló que, Así como Alive", la canción es otra de las que Adele rechazó. La canción "Bird Set Free" está escrita en la tonalidad fa menor

## Recepción

### Crítica
"Bird Set Free" ha cosechado elogios de la crítica. Rolling Stone elogió la canción, que calificó de "liberadora". En una revisión del álbum del cual proviene el sencillo, Kathy Iandoli de Idolator escribió "Este disco es oscuro, lo noté en el primer sencillo" Alive ", y también en su primer hit "Bird Set Free", donde Sia toma un voto solemne de liberación emocional en medio de las teclas de piano fuertes". Alex McCown de The AV Club la llamó "el mejor empoderamiento femenino en una canción que Katy Perry nunca escribió". Llamando a la canción un "un himno", Hugh Montgomery, de The Independent escribió "Sia produce algo más complejo, gritos de batalla de una volátil alma".

## Promoción
El 7 de noviembre de 2015, Sia Interpretó Alive y Bird Set Free en el Saturday Night Live; en el episodio conducido por Donald Trump.

## Uso en medios
"Bird Set Free" fue interpretada en los créditos finales de la película de horror Miedo Profundo.

## Listas

### Anuales
| Lista (2015-16)                               | Posición |
| --------------------------------------------- | -------- |
| Australia (ARIA)                              | 36       |
| Canadá (Canadian Hot 100)                     | 98       |
| República Checa (Singles Digitál Top 100)     | 69       |
| Francia (SNEP)                                | 49       |
| Nueva Zelanda Heatseekers (Recorded Music NZ) | 9        |
| Eslovaquia (Singles Digitál Top 100)          | 65       |
| Suecia Heatseeker (Sverigetopplistan)         | 13       |
| Suiza (Schweizer Hitparade)                   | 69       |
| Reino Unido (Official Charts Company)         | 92       |